# 本钢集团
本钢集团有限公司簡稱本鋼，是中國一間地方國企，總部設於遼寧省本溪市，鞍钢集团为其大股东。世界钢铁协会根據中国钢铁工业协会提供的數據，本鋼鋼鐵於2015年產量全球排名第21名。

## 歷史沿革
早在辽代，太子河流域就已有铁的生产。明代，本溪地区已是辽东重要产铁区。清代，更为东北南部的冶铁、采煤中心。但直至清末，采煤法主要是“扒洞式”；冶炼法主要是坩锅炼铁。
日俄戰爭时，日本财阀大倉喜八郎趁机派出调查人员开展资源调查，发现本溪湖煤矿和庙儿沟铁矿（今南芬铁矿）确有开采价值。1905年战争结束，奉天省成為日本勢力範圍。日本财阀大倉喜八郎以采煤供应军用为幌子，经当时日本关东总督批准，1905年於本溪湖非法建立“本溪湖大仓煤矿”。1906年1月，举行开井仪式，当年产煤300吨。经清政府向日方多次交涉，才决定中日合办“本溪湖商辦煤礦業有限公司”。1911年1月1日正式举行合办仪式，开始营业，资本为银元二百万，中日双方各出一半，合办期限为三十年。所用开矿工人，以雇用中国人民为主。1911年9月，大倉喜八郎来华，以取消合办前的旧帐为由，同当时清政府东三省总督赵尔巽谈判中日合资炼铁事业问题，获得了清政府的批准，“本溪湖商办煤矿业有限公司”改为“本溪湖煤铁有限公司”，除采煤外，兼办采矿制铁事业，再增加炼铁部。1912年1月23日，又正式改称为“本溪湖商办煤铁有限公司”，吞并了庙儿沟铁矿并建立高炉，开始炼铁。主要设备由英、德引进的，当时本溪湖炼铁厂有的设备是亚洲首屈一指的。大仓财阀为了进一步扩大在中国的采矿权，独霸东北的炼铁业，于1913年向中国政府呈请开采本溪湖附近的十处铁矿，在中国政府颁布铁矿国有后，其仍不死心。于1915年趁袁世凯签定二十一条之机，再次向中国政府提出呈请，十二处铁矿探采权终于在1915年7月得到了北洋军阀政府的特殊批准。1915年1月13日，日产生铁130吨的1号高炉建成，举行点火仪式正式投产。这座高炉是中国东北地区现代洋式高炉的鼻祖，是使用高型高炉炼铁的开端。与此同时，大仓财阀又把魔掌伸向了太子河上游资源，在1916年获得了田师付沟堡子煤矿的开采权。2号高炉于1917年底投产正式使用。第一世界大战后期铁价暴涨，公司以制造特种铁为目的，又在本溪湖厂区南角太子河畔，先后建造了日产生铁20吨的小高炉两座，分别于1918年底和1919年月先后投产。上述4座高炉的建成投产，使公司成为名符其实的“煤铁公司”。
从1910年到1931年在中日“合办”20年里，公司已由单纯经营采煤发展成为具有采煤、炼铁、炼焦、化工、铁矿开采、选矿、团矿和发电等多种生产能力的现代煤炭钢铁联合企业。合办后期公司所属厂矿有：本溪煤矿、牛心台煤矿、本溪发电厂、本溪铁厂、本溪机械厂、耐火材料厂、南坟铁矿、南坟选矿厂、八盘岭铁矿、通远堡铁矿、本溪炼焦厂、本溪石灰石矿、电机修理厂和本溪粘土矿等引进西方先进采掘和冶炼技术的厂矿十五六个，拥有职工近万名。1928年公司的职工为8517人，厂矿区以本溪湖为中心，逐渐拓展到本溪湖的周边集镇，构成了以本溪湖为中心，南到南芬，东到牛心台、盘岭一带的厂矿群，至此“煤铁之城”的本溪已初具规模。
1931年九一八事變後公司全盤由日方控制，直至1945年第二次世界大戰結束。
1945年10月，中共东北局任命来自晋察冀中央局党校学习的田共生任本溪湖市市长兼本溪县县长，中共本溪市委委员。1945年10月8日成立本溪市民主政府，11月3日接管原满洲制铁株式会社本溪湖支社，更名为“本溪煤铁总公司”，田共生兼任总经理。抓捕了支社的日本头目和暗藏的国特，迫使他们办理移交手续；召开复工大会，经过日夜抢修，第二发电厂、本溪煤矿、宫原硫酸工厂、本溪机械厂、运输部相继恢复生产。到1946年春，公司机械厂、特殊钢厂、煤矿等单位都先后建立了基层党组织。从辽南粮区运进一批粮食，解决工人和城市贫民的吃粮问题；发动群众，开展民主改革，清算日伪时期有血债的日本特务、汉奸、恶霸、大把头。还有组织有计划地完成了几万日侨遣返回国工作。1945年12月23日，本溪总工会在本溪电影院举行第一次代表大会，到会工人6000余人。
1946年4月三次本溪保卫战后，国民政府接管了本溪。
1948年10月28日，國共內戰辽沈决战尾声，本溪成为解放區。田共生任本溪市人民政府首任市长兼本溪煤铁总公司首任总经理。
第一個五年計劃的156項重點工程之一(本溪鋼鐵公司)，接受蘇聯專家援助改建。1953年本溪湖煤礦改屬本溪礦務局管理(本溪礦務局今屬瀋煤集團一部分)。
1996年本溪鋼鐵公司改制為本溪钢铁(集团)有限责任公司。
1997年4月，本钢成為國務院120家「深化大型企业集团试点工作」企业，512家重點國有企業之一。
2005年本钢與央企鞍山钢铁宣佈合併。同年鞍本钢铁集团举行揭牌仪式，但合併直至2021年方完成。
2008年本鋼一鐵廠正式停運，被集團其他現代化廠房取代。
2010年，地方國企北台钢铁(集团)有限责任公司(今名為北营钢铁，本屬本溪市國資委)與本鋼合併，成立本鋼集團有限公司管理兩間公司。遼寧省國資委則取代本溪市國資統一管理國有持股。
2016年本鋼集團公開發行5億元公司債券: "16本钢债01"。子公司亦曾發行"11 北营钢MTN1" (15億元)、"14 北营钢CP001"  (30億元)、"12 本钢MTN1" (30億元)、"14 本钢MTN1"(20億元)、"14 本钢PPN1"(27億元)、"15本钢01"(15億元)、"15本钢SCP002"(10億元)、"15本钢SCP003"(10億元)、"15本钢SCP004"(10億元)、"16本钢SCP001"(10億元)、"16本钢SCP002"(20億元)公司債券。
同年6月遼寧省國資委將20%股權無偿划转至辽宁省社会保障基金理事会。
2016年8月遼寧省國資委招標出售本钢集团、华晨汽车集团、辽宁交通集团、辽宁省水资源集团、辽宁能源集团、辽渔集团、抚矿集团、瀋煤集團和铁法能源9家地方國企。 但在同月31日本钢集团不在推介名單之中。
2021年8月20日，辽宁省国资委将持有的51%本钢股份无偿转让给鞍钢，鞍钢从此成为本钢大股东。

## 子公司
- 本溪鋼鐵 (100%) 註冊地址本溪市平山区人民路16 号
  - 本钢板材 (77.10%) 深交所上市公司
- 北營鋼鐵 (83.66%) 位於本溪市平山区桥北街道

## 內部連結
- 本溪湖工業遺產群
- 本溪湖煤礦爆炸

## 外部連結
- 官方網站 （页面存档备份，存于）